# 丹尼斯·蒂托
丹尼斯·安東尼·蒂托（英語：Dennis Anthony Tito，1940年8月8日—），美國富商、科學家。花費近兩千萬美元到太空完成了八日旅程，雖然他自稱獨立研究人員而非遊客，但也因此而成為名人。

## 簡歷
生於美國紐約皇后區的蒂托出身於義大利貧窮的移民家庭。早年畢業於紐約大學，取得了航空太空科學學士。1962年，在壬色列理工學院又考取工程科學碩士。他成了壬色列理工學院舊生會Psi Upsilon的成員。同年，他進入了美國太空總署的噴氣推進實驗室，開始從事無人航天飛行的研究。2002年5月18日，獲得倫斯勒理工學院榮譽工程博士。
1972年，蒂托成立自己的公司Wilshire Associates，經營航天商業應用業務。同時，他在加州聖莫尼卡提供投資管理、顧問服務及技術服務。他為國際客戶所管理的資產總值達到12萬5千億美元。Wilshire依靠定量分析來計算及分析市場風險。蒂托運用同樣的方法來決定太空船的軌道。除了他從航天工程轉投到投資管理的事業，他對太空探索的興趣仍然未曾改變。
1990年代蒂托被選為洛杉磯水力及電力局理事局成員，帶領當局支持加州保護莫諾湖，避免水資源流失。
一家美俄合資私人公司MirCorp主導的計劃中，蒂托被俄羅斯太空局接納為候選太空人。最終，蒂托在2001年4月28日登上聯盟TM-32完成是次旅程。旅程需時7日22小時4分，圍繞地球共128次。蒂托在太空船中進行很多科學實驗。他說這都對他的公司及事業很有幫助。雖然他的好友認為只值一千二百萬美元，這次旅程仍然花費了近兩千萬美元。
在升空之前，他面對很多來自美國太空總署的爭議，美國太空總署署長丹尼爾·戈爾丁認為他使用俄羅斯的聯盟TM-32作太空旅行是「非美國人的行為」（"un-American"）。當蒂托抵達詹森太空中心作額外的訓練，美國太空總署經理羅拔·卡巴拿把蒂托及另外兩名同行的太空人送到家中，並告訴他們「我們不能開始訓練，因為我們不願意訓練丹尼斯·蒂托」。
|  | ...We will not be able to begin training, because we are not willing to train with Dennis Tito. |

雖然受到美國太空總署的高層反對，但他的旅程仍然得到很多來自美國及俄羅斯的太空人、群眾及媒體的支持。
直到從太空返回地球後，他便出席由參議院商業、科學和運輸委員會的「科學、科技及太空小組」和眾議院科學小組委員會太空事務組在2003年7月24日所舉行的聯合聽證會－「商業人類太空飛行」（“Commercial Human Spaceflight”）。

## 外部連結
- Tito the spaceman（页面存档备份，存于） BBC web site (accessed Feb. 2006)
- Spacefacts biography of Dennis Tito（页面存档备份，存于）